# Wired (livro)
Wired: The Short Life and Fast Times of John Belushi é um livro biográfico que narra a vida de John Belushi, ator e comediante dos Estados Unidos. Foi escrito pelo jornalista Bob Woodward e editado por Simon & Schuster e Pocket Books.

## Entrevistas
Muitos amigos e parentes de Belushi, incluindo sua esposa Judy, Dan Aykroyd e James Belushi, concordaram em falar para fazer o livro.
A viúva de Belushi, Judith Belushi Pisano, se opôs ao modo como seu falecido marido foi mostrado no livro de Woodward e recentemente escreveu outra biografia de Belushi, intitulada Belushi: A Biography. Um livro similar, também escrito por Pisano, intitulado Samurai Widow, foi publicado em 1990 para contrapor a imagem de Belushi retratada em Wired.
Dan Aykroyd, Fear, Lorne Michaels, Ed Begley, Jr., Penny Marshall, Robert De Niro, Robin Williams, Rick Moranis, Tony Curtis, Seymour Cassel, Jack Nicholson, Harry Dean Stanton, Dave Thomas, Carrie Fisher, Steven Spielberg, Treat Williams, Paul Simon, Ed. Weinberger,  Chevy Chase, Cliff Robertson, Chrissie Hynde, John G. Avildsen, Debra Jo Fondren, Louis Malle, Tim Kazurinsky, Don Novello, Blair Brown, Steve Martin, Christopher Guest, James Belushi, Ronnie Wood, Nick Nolte, Richard Belzer, Alexander Godunov e Danny DeVito estão entre as personalidades mencionadas na carreira de Belushi.

## Adaptação em filme
O livro foi posteriormente adaptado em 1989 para o cinema com o título Wired em que Belushi é interpretado por Michael Chiklis e Woodward foi interpretado por J.T. Walsh.
Amigos e familiares boicotaram o filme, que tomou muitas fases do livro e o transformou em um drama de fantasia não-linear. Se tornou um grande fracasso comercial.